# 十国集团
G10（Group of Ten），又稱為G-10或十國集團，由一群共同參與一般借款協定（GAB）的國家所組成的團體。一般借款協定設立於1962年，內容主要為由當時國際貨幣基金（IMF）的八國政府及德國、瑞典的兩國央行共同籌募一筆60億美元信用額度的緊急基金，為IMF與G10各國間的預備信用（Stand-by Credit），當IMF的會員處理緊急事件而資源不足時，可向G10各國依市場利率借入此基金。之後的瑞士於1964年加入，但G10的名稱仍維持不變。
國際清算銀行（BIS）、歐盟執行委員會、IMF、及經濟合作發展組織為G10活動的官方觀察員。